# Доброва-при-Дравограду
Доброва-при-Дравограду (словен. Dobrova pri Dravogradu) — поселення в общині Дравоград, Регіон Корошка, Словенія. Висота над рівнем моря: 409,3 м.